# Gaetano Bruno
Gaetano Bruno, né le 26 juillet 1973, est un acteur italien.

## Filmographie partielle

### Cinéma
- 2004 : Les Conséquences de l'amour (Le conseguenze dell'amore) de Paolo Sorrentino
- 2009 : Lo spazio bianco de Francesca Comencini
- 2009 : L'Heure du crime (La doppia ora) de Giuseppe Capotondi
- 2010 : Un tigre parmi les singes (Gorbaciof) de Stefano Incerti
- 2010 : L'Ange du mal (Vallanzasca - Gli angeli del male) de Michele Placido
- 2017 : Femme et Mari (Moglie e marito) de Simone Godano
- 2017 : L'ora legale de Ficarra et Picone
- 2018 : Una storia senza nome de Roberto_Andò
- 2019 : Martin Eden de Pietro Marcello

### Télévision
- 2020 : Fargo (saison 4) : Constant Calamita
- 2025 : M. Il figlio del secolo : Giacomo Matteotti